# Беркимбаева, Шамша Копбаевна
Шамша Копбаевна Беркимбаева (каз. Шәмшә Көпбайқызы Беркімбаева; 10 октября 1942 — 7 апреля 2022) — кандидат педагогических наук, доцент, академик МАНПО, Министр образования и науки Республики Казахстан (2002—2003)

## Биография
Родилась 10 октября 1942 года в посёлке имени Кирова Каскеленского района Алма-Атинской области. Происходит из рода жаныс племени дулат
- 1966—1968 гг. — после окончания института работала учителем русского языка и литературы СШ им. Кирова
- 1968—1970 гг. — секретарь комитета комсомола Алма-Атинского кооперативного техникума
- 1970—1971 гг. — зам. завотделом Алма-Атинского обкома ЛКСМК
- 1971—1973 гг. — первый секретарь Каскеленского райкома ЛКСМК
- 1973—1977 гг. — первый секретарь Алма-Атинского обкома ЛКСМК
- 1977—1982 гг. — первый секретарь Советского райкома партии
- 1982—1987 гг. — секретарь Алма-Атинского обкома партии
- 1987—1989 гг. — директор средней школы № 12 гор. Алма-Ата
- 1989—1997 гг. — замминистра образования РК
- 1997—1998 гг. — первый секретарь Посольства РК в Кыргызстане
- 1998—1999 гг. — начальник Алматинского обл. управления образования (облоно)
- ноябрь 1999 г. — январь 2002 г. — депутат Сената Парламента РК, член Комитета по международным делам, обороне и безопасности
- 1999—2002 гг. — депутат Сената Парламента РК.
- январь 2002—2003 гг. — министр образования и науки РК.
- 20 сентября 2002 года — вошла в Состав Комиссии по вопросам координации работы с Глобальным Фондом по борьбе со СПИДом, туберкулёзом и малярией (Приложение к постановлению Правительства Республики Казахстан от 20 сентября 2002 года № 1037)[2].
- июнь 2003 — август 2011 — ректор Казахского государственного женского педагогического университета[3].

Депутат Верховного Совета КазССР 10-го созыва.

## Образование
- 1966 г. — окончила Казахский государственный женский педагогический университет, преподаватель казахского языка и литературы
- 1981 (1983[3]) г. АОН при ЦК КПСС.

## Награды
- орден «Курмет» (2001)
- орден «Парасат» (2010)
- орден Трудового Красного Знамени
- орден «Знак Почёта»
- звание «Почётный гражданин Алматы» (18 сентября 2020 года)[4]

Hаграждена медалями, почётными грамотами Верховного Совета КазССР, заслуженный работник Казахстана.